# Les Ponts-de-Martel
Les Ponts-de-Martel é uma comuna da Suíça, situada no cantão de Neuchâtel. Tem 18,23 km² de área e sua população em 2018 foi estimada em 1.248 habitantes.